# پروانه‌ها (فیلم ۱۹۸۸)
پروانه‌ها (به آلمانی: Schmetterlinge) فیلمی سیاه و سفید از آلمان غربی به کارگردانی ولفگانگ بکر است. این فیلم برنده پلنگ طلایی جشنواره بین المللی فیلم لوکارنو در سال ۱۹۸۸ شد.

## داستان فیلم
اندی یک روز بسیار گرم تابستانی در اطراف شهر قدم می زند. او روز گذشته به پلیس اطلاع داد که شاهد غرق شدن یک دختر بوده و امروز باید با پدر دختر روبرو شود. او درگیر تناقضات شدید چگونگی بیان این حادثه است.